# Heinrich IV xứ Sachsen
Heinrich Ngoan đạo (tiếng Đức: Heinrich der Fromme; 16 tháng 3 năm 1473, tại Dresden – 18 tháng 8 năm 1541, tại Dresden) là Công tước xứ Sachsen thuộc dòng Albertine, nhánh thứ của Triều đại Wettin. Kế vị Công tước xứ Sachsen từ anh trai mình là Georg Râu, một người Công giáo nhiệt thành, người đã tìm cách dập tắt chủ nghĩa Tin Lành bằng mọi cách có thể, trong khi đó Heinrich thì ngược lại, ông đã thành lập nhà thờ Tin Lành và đưa nó trở thành quốc giáo trong lãnh thổ của mình.
Ông là cha của 2 vị Tuyển hầu xứ Sachsen đầu tiên đến từ dòng Albertine, con trai trưởng của ông là Công tước Moritz nhờ vào sự khôn ngoan của mình đã chiếm được ngôi tuyển đế hầu của dòng trưởng Ernestine vào năm 1547, sau khi qua đời vì không có con trai thừa tự, nên đã nhường ngôi lại cho ngươi em trai là Công tước August.